# Imitomyia nitida
Imitomyia nitida là một loài ruồi trong họ Tachinidae.